# George Hammond
El General George S. Hammond és un personatge fictici de la sèrie Stargate SG-1, interpretat per Don S. Davis.

## Història
Va succeir el General West en el comandament de la base Stargate, i tot i que en un principi la seva tasca consistia a supervisar el desmantellament definitiu del projecte Stargate abans de la seva retirada, els esdeveniments acabarien canviant els seus plans, passant a dedicar-se en exclusiva al comandament del projecte.
És vidu (la seva dona va morir de càncer) i té dues netes, Tessa i Kayla.